# Viljo Heino
Viljo Heino, né le 1er mars 1914 à Iitti et mort le 15 septembre 1998 à Tampere, est un athlète finlandais spécialiste du 10 000 mètres, épreuve dont il a détenu le record du monde. Il fut également un des adversaires de Emil Zátopek.

## Palmarès
| Date | Compétition           | Lieu | Épreuve | Place    | Performance        |
| ---- | --------------------- | ---- | ------- | -------- | ------------------ |
| 1946 | Championnats d'Europe | Oslo | 4e      | 5 000 m  | 14 min 24 s 4      |
| 1946 | Championnats d'Europe | Oslo | 1er     | 10 000 m | 29 min 52 s 0 (CR) |

### Records
| Épreuve       | Performance     | Date |
| ------------- | --------------- | ---- |
| 10 000 mètres | 29 min 27 s 2   | 1949 |
| Marathon      | 2 h 41 min 22 s | 1948 |